# Fernand Pairon
Fernand Emile Leonia Pairon, né le 1er août 1898 à Diest et décédé le 1er février 1965 à Ekeren fut un homme politique belge, membre du CVP.
Pairon fut commerçant; président de UNIZO à Anvers (1955-1965).
Il fut conseiller communal (1933-) et échevin (1947-) puis bourgmestre (1953-)  de Kalmthout, sénateur (1954-65) de l'arrondissement d'Anvers.

## Sources
- Bio sur ODIS